# Chenia lorentzii
Chenia lorentzii är en bladmossart som beskrevs av Richard Henry Zander 1993. Chenia lorentzii ingår i släktet Chenia och familjen Pottiaceae. Inga underarter finns listade i Catalogue of Life.